# Ivan Lawler
Ivan Lawler (Addlestone, 19 de noviembre de 1966) es un deportista británico que compitió en piragüismo en las modalidades de aguas tranquilas y maratón.

## Palmarés internacional

### Piragüismo en aguas tranquilas
Ganó dos medallas en el Campeonato Mundial de Piragüismo en los años 1989 y 1990.
| Campeonato Mundial | Campeonato Mundial | Campeonato Mundial | Campeonato Mundial |
| Año                | Lugar              | Medalla            | Evento             |
| ------------------ | ------------------ | ------------------ | ------------------ |
| 1989               | Plovdiv (Bulgaria) | Medalla de plata   | K2 10 000 m        |
| 1990               | Poznań (Polonia)   | Medalla de oro     | K2 10 000 m        |

### Piragüismo en maratón
En la modalidad de maratón, obtuvo siete medallas en el Campeonato Mundial de Piragüismo en Maratón entre los años 1988 y 1999, y una medalla en el Campeonato Europeo de Piragüismo en Maratón de 1997.
| Campeonato Mundial | Campeonato Mundial          | Campeonato Mundial | Campeonato Mundial |
| Año                | Lugar                       | Medalla            | Evento             |
| ------------------ | --------------------------- | ------------------ | ------------------ |
| 1988               | Nottingham (Reino Unido)    | Medalla de plata   | K2                 |
| 1990               | Copenhague (Dinamarca)      | Medalla de plata   | K2                 |
| 1992               | Brisbane (Australia)        | Medalla de oro     | K1                 |
| 1994               | Ámsterdam (Países Bajos)    | Medalla de oro     | K2                 |
| 1996               | Vaxholm (Suecia)            | Medalla de oro     | K2                 |
| 1998               | Ciudad del Cabo (Sudáfrica) | Medalla de oro     | K1                 |
| 1999               | Győr (Hungría)              | Medalla de oro     | K1                 |
| Campeonato Europeo |                             |                    |                    |
| Año                | Lugar                       | Medalla            | Evento             |
| 1997               | Pavía (Italia)              | Medalla de bronce  | K2                 |